# Superman vs. the Amazing Spider-Man
Superman vs The Amazing Spider-Man: The Battle of the Century (literalment Superman vs. El sorprenent Spider-Man: La baralla del segle) és un còmic publicat per les editorials Marvel i DC Comics l'any 1978, i el primer crossover entre aquestes companyies.
En el còmic, en Superman i l'Spider-Man han d'aturar un complot de dominació/destrucció del món creat conjuntament pels seus respectius arxienemics, Lex Luthor i Doctor Octopus. La qüestió no és canònica, ja que suposa que els herois existeixen al mateix univers sense cap explicació sobre per què mai abans s'havien conegut ni s'havien esmentat en les històries individuals dels altres.

## Història
A principis dels anys setanta, l'autor i agent literari David Obst va suggerir a l'editor de Marvel Comics Stan Lee i a la directora editorial de DC Comics Carmine Infantino que hi hauria d'haver un crossover de llargmetratges amb els personatges de Marvel Spider-Man i DC Superman. Tanmateix, Warner Bros. ja havia previst una pel·lícula de Superman i una sèrie de pel·lícules de televisió de Spider-Man, de manera que les dues companyies es van conformar amb un còmic de grans dimensions titulat Superman vs. the Amazing Spider-Man: The Battle of the Century. El còmic es va publicar el 1976 i comptava amb els dos personatges principals, així com les seves parelles (Mary Jane Watson i Lois Lane), els seus caps (J. Jonah Jameson i Morgan Edge) i els seus principals adversaris (Doctor Octopus i Lex Luthor). Va ser la segona vegada que els dos gegants dels còmics dels Estats Units publicaven una empresa conjunta, la primera va ser el Marvelous Wizard of Oz de MGM de 1975.
El guionista va ser Gerry Conway mentre que el dibuix va anar a mans de Ross Andru. Tots dos creadors havien treballat abans en Superman i Spider-Man en els seus propis títols. En una entrevista del 2006, Conway va riure: "Per als meus diners, no hi havia cap manera racional de justificar aquest equip. Vull dir, en quin univers, en quin món [va tenir lloc]?... Vaig veure-ho com una oportunitat de fer una història per als fans, una història divertida. Era una oportunitat de fer les escenes que [com a fan] m'agradaria veure en aquesta fantasia". L'entrevistador bromeja que "alguns fans han dit que va tenir lloc a "Earth-$"".
L'edició original no inclou cap editor: "Presentat per: Carmine Infantino i Stan Lee"; això es va canviar a "Editat per" en una reimpressió de 1991. Conway el 2009 va dir que "va fer el treball editorial real" (és a dir, "prova, supervisió de la producció, supervisió de l'art i lletres i colors"). Neal Adams va redibuixar les principals figures de Superman. Inker Dick Giordano va recordar: "[L]es pàgines es van enviar a [l'estudi de Giordano i Adams] Continuity i es van deixar principalment al meu escriptori... i Neal es va encarregar de tornar a dibuixar les figures de Superman sense dir-me que ho faria. No em vaig queixar, però tampoc no ho vaig esmentar mai a ningú en aquell moment i mai no vaig parlar del seu respecte per Ross, fins ara...".
John Romita Sr. va dibuixar algunes cares de personatges de Marvel i va fer algunes alteracions de Spider-Man al capítol dos. L'assistent de Giordano, Terry Austin, va entintar fons, excepte tres pàgines del "Pròleg 3", de cinc pàgines, en què Bob Wiacek va entintar fons.